# Val de Mamet I
Val de Mamet I és un abric que conté pintures rupestres d'estil llevantí. Està situat en el terme municipal de Mequinensa (Aragó), a Espanya. Aquest petit abric es troba en una enorme roca despresa del marge dret d'aquest barranc. Està orientat al Sud i presenta dues figures pintades i superposades en color vermell. La primera figura és un motiu soliforme o esteliforme, sobre el qual apareix pintat un motiu en forma de bastó.
L'abric està inclòs dins de la relació de coves i abrics amb manifestacions d'art rupestre considerats Béns d'Interès Cultural en virtut del que es disposa en la disposició addicional segona de la Llei 3/1999, de 10 de març, del Patrimoni Cultural Aragonés. Aquest llistat va ser publicat en el Butlletí Oficial d'Aragó del dia 27 de març de 2002. Forma part del conjunt de l'art rupestre de l'arc mediterrani de la península ibèrica, que va anar declarat Patrimoni de la Humanitat per la #Unesco (ref. 874-663). També va ser declarat Bé d'Interès Cultural amb el codi RI-51-0009509.